# Kastanienbaum der hundert Pferde

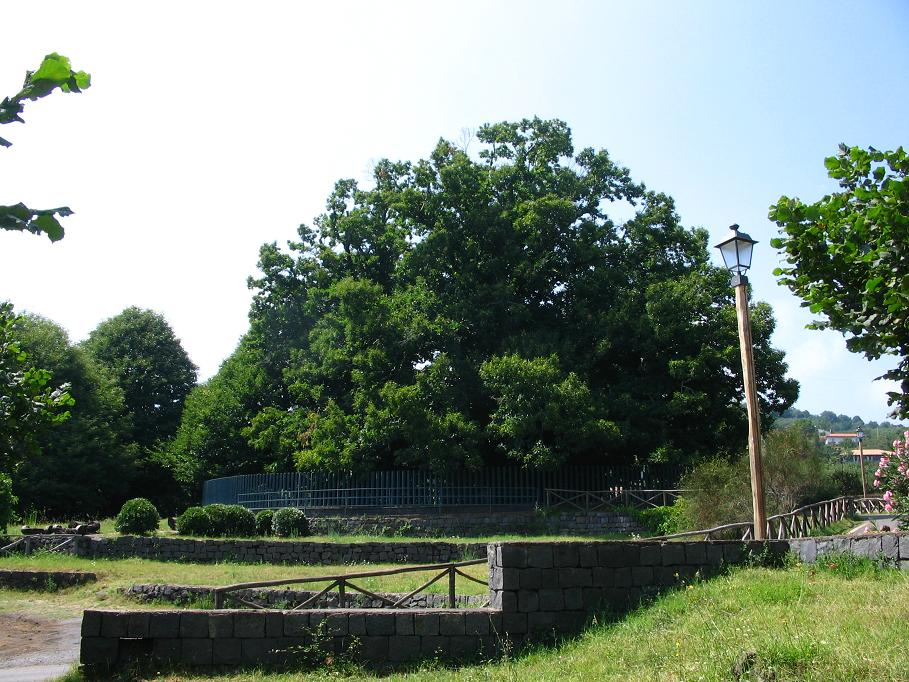
Der Kastanienbaum, 2005

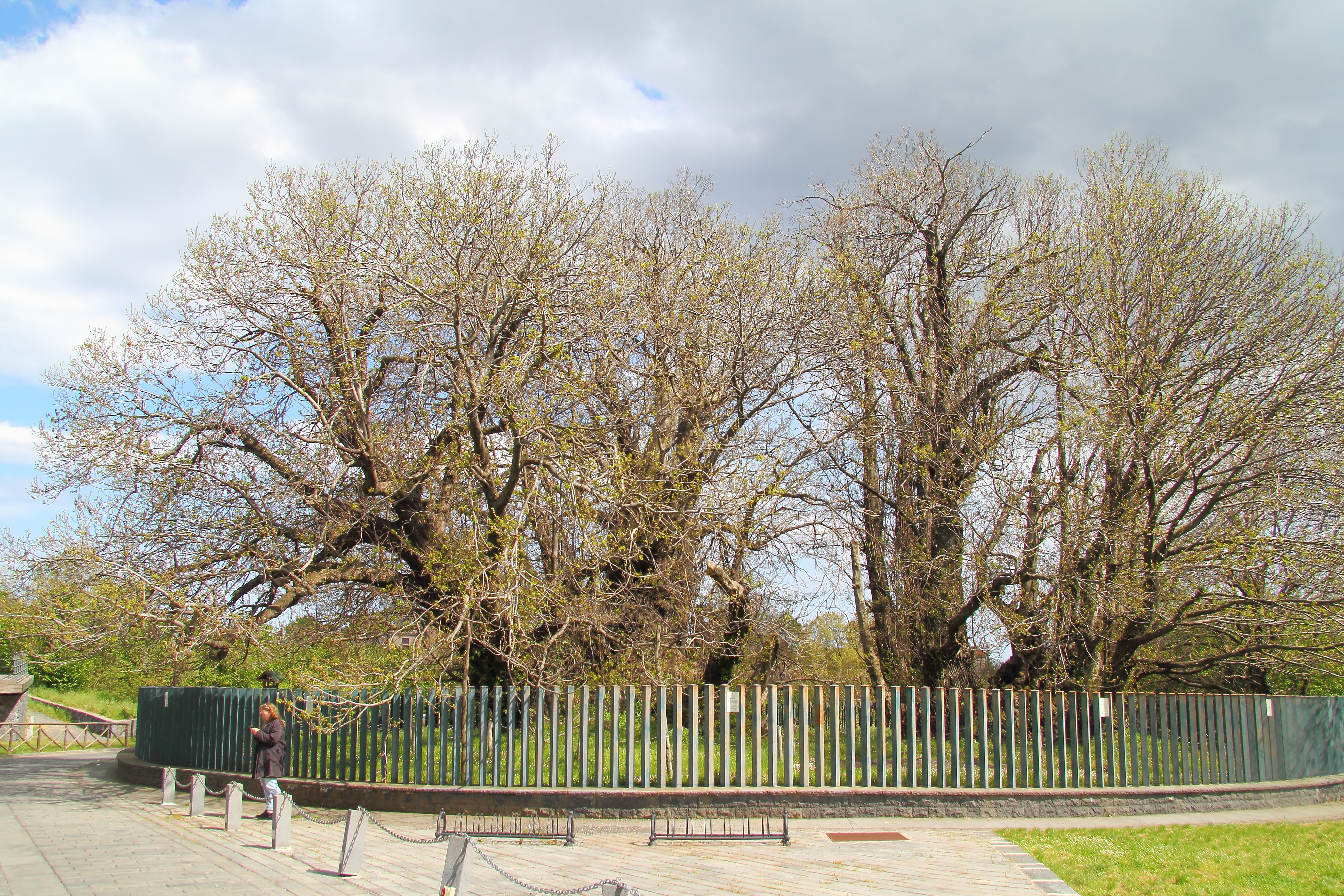
Der Kastanienbaum, im April 2017

Der Kastanienbaum der hundert Pferde (italienisch Castagno dei Cento Cavalli) ist ein besonders alter  Kastanienbaum östlich des Vulkans Ätna in der Nähe der Stadt Sant’Alfio auf Sizilien.
Die Edelkastanie (Castanea sativa) befindet sich im Wald von Carpineto, der zum Schutzgebiet Parco dell’Etna gehört.

## Geschichte

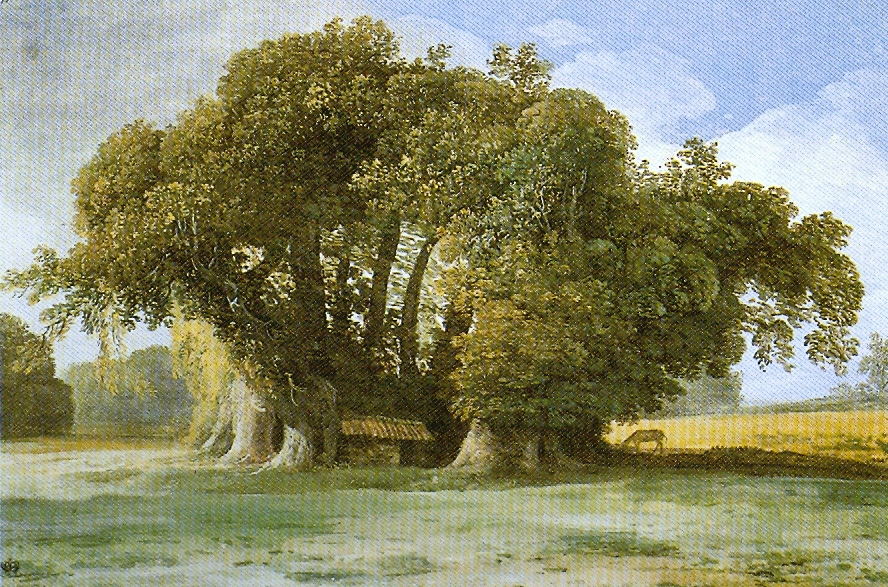
Kastanienbaum der hundert Pferde (Jean-Pierre Houël, ca. 1777)

Die erste gesicherte Erwähnung des Kastanienbaums der hundert Pferde findet sich im Jahr 1636 bei Don Pietro Carrera. In seinem Werk Il Mongibello schreibt er von einem „Baum mit imposantem Stamm, groß genug, um dreißig Pferde in seinem Inneren zu beherbergen“.
Am 21. August 1745 stellte das Tribunale dell’Ordine del Real Patrimonio di Sicilia den Baum und den benachbarten „Kastanienbaum des Schiffes“ unter Schutz. Um die Mitte des 18. Jahrhunderts stellte dies einen der ersten Naturschutzakte dar.
Der Naturforscher Giuseppe Recupero beschrieb den Baum in seinem Hauptwerk Storia naturale e generale dell’Etna detailliert und versuchte, Beweise für die Einheit des Baumes zu finden, da man vermutete, dass der Baum in Wirklichkeit aus mehreren einzelnen Bäumen bestünde. Er berichtete auch von einer Hütte im Inneren des Baumes, die er allerdings bei seinem letzten Besuch im Jahre 1766 verfallen vorfand. Auch der Universalgelehrte Alberto Fortis untersuchte den Kastanienbaum und beschrieb die Hütte 1780 in Della coltura del castagno als verfallen.
Der Baum wurde von vielen Reisenden der Grand Tour gezeichnet, unter ihnen Jean-Pierre Houël, der ihn in seinem Hauptwerk Voyage pittoresque de la Sicile, de Malta e Lipari im Jahr 1787 beschrieb und malte. Auf seinem Gemälde ist auch die von Recupero erwähnte Hütte zu sehen.
1923 überstand der Baum ein Feuer, das den Hauptstamm beschädigte. Gerüchte sprechen von einem Racheakt einiger Einwohner von Giarre, nachdem Sant’Alfio, bis dahin ein Ortsteil von Giarre, die Unabhängigkeit erlangt hatte.
Der Kastanienbaum war vormals im Besitz einheimischer adeliger Familien, die ihn als Veranstaltungsort für Festbankette für ihre Gäste benutzten. 1965 wurde der Baum enteignet und zum Nationalmonument erklärt. Erst gegen Ende des 20. Jahrhunderts haben ortsansässige Behörden eine Reihe von Untersuchungen eingeleitet, die den Schutz und Erhalt des Baumes zum Ziel hatten.

## Der Kastanienbaum heute

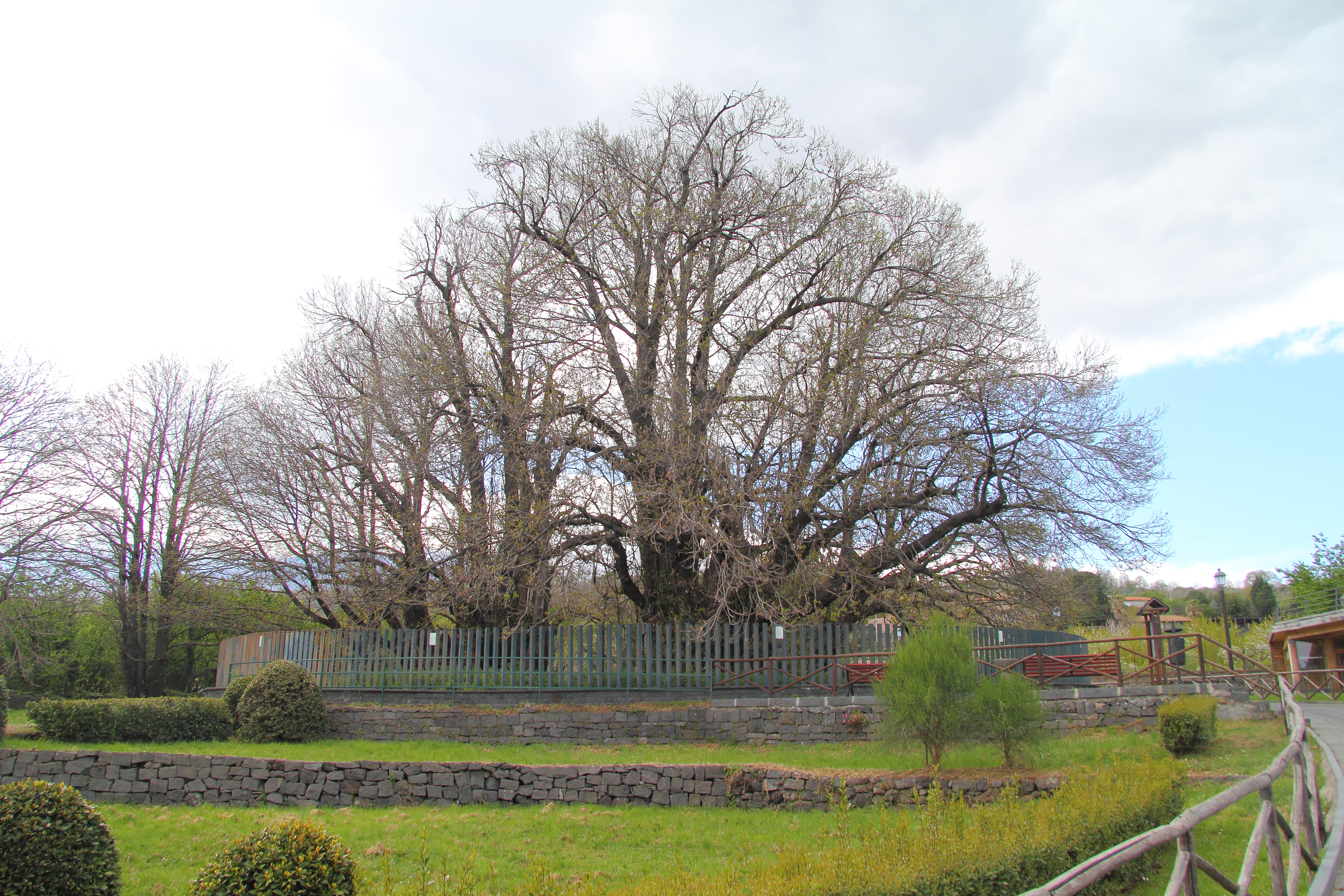
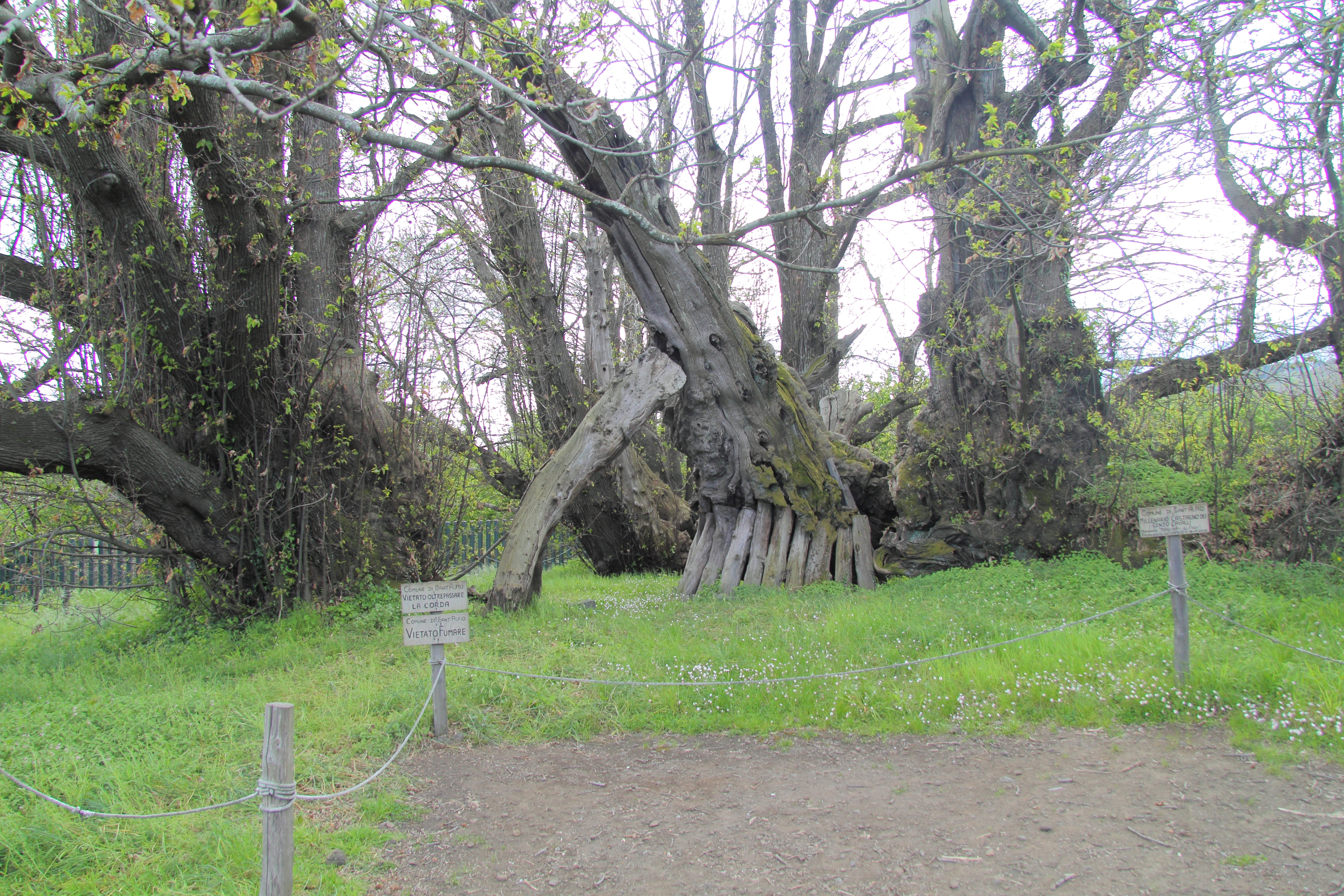
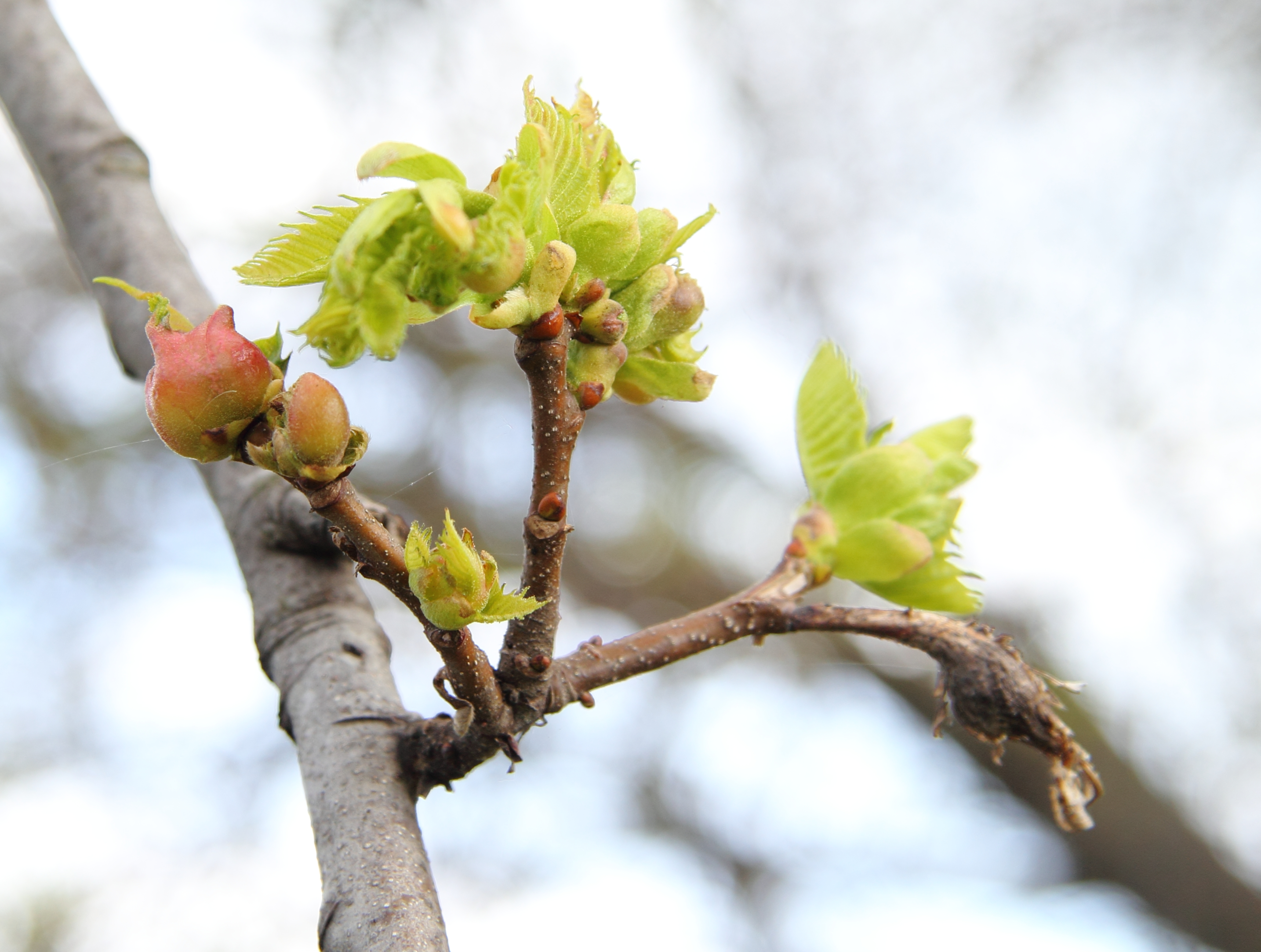

Die Edelkastanie ist 22 Meter hoch und hat am Stamm einen Umfang von 50,20 Metern und einen Durchmesser von 22 Metern. Faktisch ist der Baum heute in drei Teilstämme von 13, 20 und 21 Metern Umfang aufgeteilt. Es herrscht eine lebhafte Debatte darüber, ob es sich tatsächlich um einen einzigen Baum handelt. Das Guinness-Buch der Rekorde führt seit einigen Jahren die Kastanie als den dicksten Baum der Welt auf; Grundlage dafür ist allerdings die Erwähnung von 1780, die den damaligen Umfang mit 57,9 Metern angibt.
Eine Wissenschaftssendung des Fernsehsenders Rai Uno hat DNS-Proben der Kastanie entnommen und untersuchen lassen. Die Resultate sollen bestätigen, dass es sich bei dem Baum in der Tat um eine einzige Pflanze handelt und er somit tatsächlich der Baum mit dem größten Umfang der Welt ist, noch vor dem Árbol del Tule (einer großen Mexikanischen Sumpfzypresse in Mexiko) mit einem Umfang von 38 Metern. Allerdings sind diese Ergebnisse umstritten.
In der näheren Umgebung des Baumes, etwa 400 Meter entfernt, befindet sich ein weiterer, alter Kastanienbaum, der „Kastanienbaum des Schiffes“. Sein Umfang beträgt 20 Meter und seine Höhe 19 Meter. Ebenfalls am Osthang des Ätna, jedoch im Gebiet von Zafferana Etnea, befindet sich eine alte Steineiche, die „Ilice di Carrinu“, mit einem Umfang von 4 Metern und einer Höhe von 19 Metern.

## Die Legende
Die Legende erzählt von einer Königin, die mitsamt hundert Reitern und Pferden während einer Treibjagd von einem Gewitter überrascht wurde und mit ihrem zahlreichen Gefolge unter den Zweigen Unterschlupf fand. Das Gewitter dauerte bis zum Abend an, und so verbrachte die Königin die Nacht unter den Blättern des Baumes in Gesellschaft von einem oder mehreren ihrer Liebhaber unter den Reitern ihres Gefolges.
Es ist unklar, welche Königin dabei gemeint sein könnte, vielfach wird Johanna von Aragón genannt, anderen zufolge soll es sich dabei um Johanna I. von Anjou oder auch um Johanna II. von Anjou handeln, die für ihre amourösen Ausschweifungen bekannt war. Höchstwahrscheinlich entspringt die Legende aber der Volksphantasie. Zumindest die beiden erstgenannten sind wahrscheinlich niemals in Sizilien gewesen.